# Gourville
Gourville ist eine ehemalige französische Gemeinde mit 632 Einwohnern (Stand: 1. Januar 2020) im Département Charente in der Region Nouvelle-Aquitaine (vor 2016 Poitou-Charentes); sie gehörte zum Arrondissement Cognac. Die Einwohner werden Gourvillois und Gourvilloises genannt.
Der Erlass der Präfektin vom 29. November 2018 legte mit Wirkung zum 1. Januar 2019 die Eingliederung von Gourville als Commune déléguée in die neue Commune nouvelle Rouillac fest.

## Geographie
Gourville liegt etwa 28 Kilometer nordöstlich von Cognac und etwa 24 Kilometer nordwestlich von Angoulême am nordwestlichen Rand des Départements.
Umgeben wird Gourville von den Nachbargemeinden und der Commune déléguée:
| Val-d’Auge                  | Mons                                        | Marcillac-Lanville |
|                             | Kompassrose, die auf Nachbargemeinden zeigt |                    |
| Rouillac (Commune déléguée) | Saint-Cybardeaux                            | Genac-Bignac       |

## Bevölkerungsentwicklung

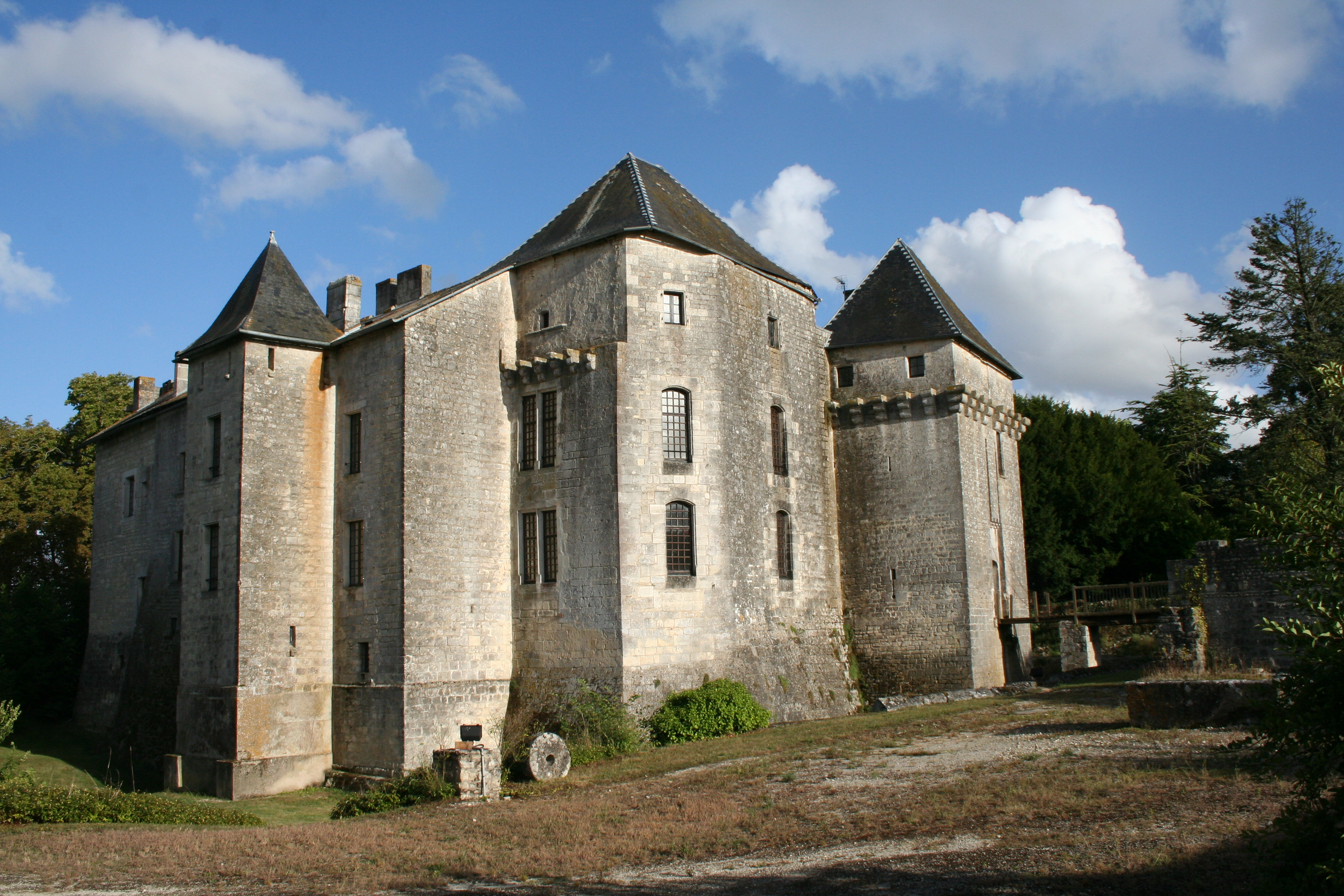
Schloss Gourville

| Gourville: Einwohnerzahlen von 1793 bis 2020                                                                               | Gourville: Einwohnerzahlen von 1793 bis 2020 | Gourville: Einwohnerzahlen von 1793 bis 2020 | Gourville: Einwohnerzahlen von 1793 bis 2020 | Gourville: Einwohnerzahlen von 1793 bis 2020 |
| --- | -------------------------------------------- | -------------------------------------------- | -------------------------------------------- | -------------------------------------------- |
| Jahr |                                              |                                              |                                              | Einwohner                                    |
| 1793 | 1793                                         |                                              | 1.115                                        | 1.115                                        |
| 1800 | 1800                                         |                                              | 1.184                                        | 1.184                                        |
| 1806 | 1806                                         |                                              | 1.119                                        | 1.119                                        |
| 1821 | 1821                                         |                                              | 1.158                                        | 1.158                                        |
| 1831 | 1831                                         |                                              | 1.179                                        | 1.179                                        |
| 1841 | 1841                                         |                                              | 1.155                                        | 1.155                                        |
| 1846 | 1846                                         |                                              | 1.112                                        | 1.112                                        |
| 1851 | 1851                                         |                                              | 1.165                                        | 1.165                                        |
| 1856 | 1856                                         |                                              | 1.140                                        | 1.140                                        |
| 1861 | 1861                                         |                                              | 1.179                                        | 1.179                                        |
| 1866 | 1866                                         |                                              | 1.209                                        | 1.209                                        |
| 1872 | 1872                                         |                                              | 1.132                                        | 1.132                                        |
| 1876 | 1876                                         |                                              | 1.083                                        | 1.083                                        |
| 1881 | 1881                                         |                                              | 994                                          | 994                                          |
| 1886 | 1886                                         |                                              | 862                                          | 862                                          |
| 1891 | 1891                                         |                                              | 771                                          | 771                                          |
| 1896 | 1896                                         |                                              | 712                                          | 712                                          |
| 1901 | 1901                                         |                                              | 671                                          | 671                                          |
| 1906 | 1906                                         |                                              | 694                                          | 694                                          |
| 1911 | 1911                                         |                                              | 662                                          | 662                                          |
| 1921 | 1921                                         |                                              | 638                                          | 638                                          |
| 1926 | 1926                                         |                                              | 587                                          | 587                                          |
| 1931 | 1931                                         |                                              | 582                                          | 582                                          |
| 1936 | 1936                                         |                                              | 540                                          | 540                                          |
| 1946 | 1946                                         |                                              | 514                                          | 514                                          |
| 1954 | 1954                                         |                                              | 532                                          | 532                                          |
| 1962 | 1962                                         |                                              | 516                                          | 516                                          |
| 1968 | 1968                                         |                                              | 550                                          | 550                                          |
| 1975 | 1975                                         |                                              | 487                                          | 487                                          |
| 1982 | 1982                                         |                                              | 534                                          | 534                                          |
| 1990 | 1990                                         |                                              | 543                                          | 543                                          |
| 1999 | 1999                                         |                                              | 589                                          | 589                                          |
| 2006 | 2006                                         |                                              | 626                                          | 626                                          |
| 2013 | 2013                                         |                                              | 625                                          | 625                                          |
| 2020 | 2020                                         |                                              | 632                                          | 632                                          |
| Quelle(n): EHESS/Cassini bis 1999, INSEE ab 2006 Anmerkung(en): Ab 1962 offizielle Zahlen ohne Einwohner mit Zweitwohnsitz |                                              |                                              |                                              |                                              |

## Sehenswürdigkeiten
- Kirche Notre-Dame, ehemaliges Priorat, 1686 erbaut, Glocke gleichen Entstehungsdatums seit 1944 als Monument historique der beweglichen Objekte klassifiziert
- Schloss Gourville mit Ursprüngen aus dem 12. Jahrhundert